# Shuangxi (cigarette)
Pour les articles homonymes, voir Shuangxi.
Shuangxi (chinois simplifié : 红双喜 chinois traditionnel : 紅雙喜 pinyin : Hóngshuāngxǐ), connu en anglais sous le nom de Double Happiness,  est une marque de cigarettes chinoise, commercialisée par le Shanghai Tobacco Group (en). Fondée en 1906, elle est l'une des plus anciennes marques de cigarettes chinoises encore en vente.

## Histoire
Shuangxi est lancé en 1906 par la Nanyang Brothers Tobacco Company à Hong Kong, et a rapidement acquis une notoriété auprès des consommateurs. Dans ses premières années de vente, la marque était connue en anglais sous le nom de Happydays, mais son nom chinois n'a jamais été changé. Après la victoire du Parti communiste chinois lors de la Guerre civile chinoise, la Nanyang Brothers Tobacco Company a été progressivement nationalisée, une partie en 1955, puis la totalité en 1959. Depuis lors, la marque est manufacturée par le Shanghai Tobacco Group.

### En Chine

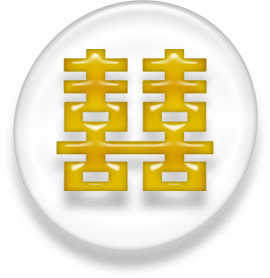
Le double bonheur, symbole d'un mariage heureux.

En Chine, Shuangxi est connue pour évoquer la tradition, la chance et le statut social. À cause de son emballage iconique et du fait qu'elle est une des marques les plus chères, les cigarettes Shuangxi sont souvent offertes en cadeau lors du Nouvel An lunaire ou lors de mariages. Dans les années 1980 et 1990, celles-ci jouaient un rôle très important dans les mariages alors que la mariée devait allumer une cigarette pour chaque homme à la cérémonie, en guise de remerciement. Durant les années 2000, la pratique a été lentement abandonnée, la population étant plus au courant des risques du tabac sur la santé.
Double Happiness a aussi été connue pour avoir été utilisée comme monnaie d'échange par les Chinois. Par exemple, selon ce qu'avait écrit Andrew Wedeman dans son livre Double Paradox: Rapid Growth and Rising Corruption in China, une personne voulant acheter une bicyclette dans les années 1980 devait souvent se procurer des coupons de rationnement chez un procurateur, et il semblait alors logique de donner un paquet de Shuangxi ainsi que quelques bouteilles de vin de riz au procurateur. En 2009, la cour chinoise a essayé de faire passer une loi interdisant ce type de corruption, mais la loi n'a pas été adoptée.

## Controverses
En mai 2015, il y a eu des nouvelles concernant la marque, sur le fait qu'elle visait principalement les touristes chinois et la diaspora hors de la Chine continentale, puisque l'on pouvait retrouver de plus en plus de leurs produits dans les boutiques hors-taxes. Cette tentative est probablement due au fait que la marque est très populaire, car elle évoque la tradition, la chance et un haut statut social.

## Marchés
Shuangxi est principalement vendue en Chine continentale, mais peut aussi être retrouvée en vente à Hong Kong, en Australie, au Canada, en Pologne, en Russie et en Malaisie. 